# Personnages de Dead or Alive

La série de jeu de combat Dead or Alive, initiée par le jeu Dead or Alive en 1996, se compose de plusieurs jeux vidéo. Elle présente de nombreux combattants. Cet article présente les personnages de Dead or Alive,,,,,.

## Historique

Logo de Dead or Alive.

Le premier Dead or Alive est publié en 1996 sur borne d'arcade, en 1997 sur Sega Saturn et en 1998 sur PlayStation. Le jeu comporte neufs personnages de base qui formeront le noyau central des combattants de la série. Le titre inclut Kasumi, Jann Lee, Ryu Hayabusa qui est issu de la série de jeux Ninja Gaiden, Zack, Tina Armstrong, Bayman, Leifang, Gen Fu et Raidou,,,. Le jeu est mis à jour sous le titre de Dead or Alive ++ et comporte deux nouveaux personnages : Ayane et Bass Armstrong.
La suite sort en 1999 sur arcade et en 2000 sur Dreamcast et PlayStation 2. Quatre personnages sont intégrés à la liste des combattants : Ein, Helena Douglas, Leon et Tengu. Dead or Alive 3 sort exclusivement sur Xbox, d'abord en 2001 en Amérique du Nord puis en 2002 au Japon et en Europe. Trois nouveaux personnages sont introduits dans ce troisième volet : Hitomi qui reprend une partie des coups de Ein, Christie et Brad Wong. Un quatrième nouveau personnage est également présent, Hayate, présent dans l'épisode précédent sous le nom de Ein. La série se poursuit fin 2005 avec la sortie de Dead or Alive 4 sur Xbox 360 où trois nouveaux personnages font leur apparition : Kokoro, Lisa Hamilton et Eliot.
Le cinquième épisode sort en 2012 sur PlayStation 3 et Xbox 360 et intègre Mila et Rig comme nouveaux personnages. Dead or Alive 5 est marqué par l'arrivée de trois personnages provenant de l'univers Virtua Fighter, Akira Yuki, Sarah Bryant et Pai Chan rejoignent la liste des combattants en tant que personnages invités,. Le jeu est mis à jour en 2013 sous le titre de Dead or Alive 5 Ultimate, incluant un autre personnage de la série Virtua Fighter, Jacky, et deux personnages de la série Ninja Gaiden, Momiji et Rachel. Trois nouveaux personnages via DLC sont ajoutés l'année suivante : Marie Rose, Nyotengu et Phase 4. Le jeu passe par une nouvelle et dernière extension sortie en 2015, intitulée Dead or Alive 5 Last Round. Cette extension comprend deux personnages invités, le premier personnage est Ii Naotora de Samurai Warriors et le second, Mai Shiranui de Fatal Fury,. Un nouveau personnage original est également présenté dans cette extension, Honoka.
Dead or Alive 6 est publié en mars 2019 et comprend Diego et NiCO comme nouveaux personnages. Le jeu marque le retour de Mai Shiranui, annoncée via season pass ainsi qu'un nouveau personnage issu de la franchise SNK.

## Récapitulatif
| Personnage            | Série principale | Série principale | Série principale | Série principale | Série principale | Série principale | Série dérivée | Série dérivée | Série Xtreme | Série Xtreme | Série Xtreme | Série Xtreme |
| Personnage            | DOA 1            | DOA 2            | DOA 3            | DOA 4            | DOA 5            | DOA 6            | DOA D         | DOA O         | DOA X1       | DOA X2       | DOA X3       | DOA P        |
| --------------------- | ---------------- | ---------------- | ---------------- | ---------------- | ---------------- | ---------------- | ------------- | ------------- | ------------ | ------------ | ------------ | ------------ |
| Akira Yuki            | Non              | Non              | Non              | Non              | Oui              | Non              | Non           | Non           | Non          | Non          | Non          | Non          |
| Alpha-152             | Non              | Non              | Non              | Oui              | Oui              | Non              | Oui           | Non           | Non          | Non          | Non          | Non          |
| Ayane                 | Oui              | Oui              | Oui              | Oui              | Oui              | Oui              | Oui           | Oui           | Oui          | Oui          | Oui          | Oui          |
| Bass Armstrong        | Oui              | Oui              | Oui              | Oui              | Oui              | Oui              | Oui           | Oui           | Non          | Non          | Non          | Non          |
| Bayman                | Oui              | Oui              | Oui              | Oui              | Oui              | Oui              | Oui           | Oui           | Non          | Non          | Non          | Non          |
| Brad Wong             | Non              | Non              | Oui              | Oui              | Oui              | Oui              | Oui           | Non           | Non          | Non          | Non          | Non          |
| Christie              | Non              | Non              | Oui              | Oui              | Oui              | Oui              | Oui           | Non           | Oui          | Oui          | Non          | Oui          |
| Diego                 | Non              | Non              | Non              | Non              | Non              | Oui              | Non           | Non           | Non          | Non          | Non          | Non          |
| Ein                   | Non              | Oui              | Oui              | Oui              | Oui              | Non              | Oui           | Oui           | Non          | Non          | Non          | Non          |
| Eliot                 | Non              | Non              | Non              | Oui              | Oui              | Oui              | Oui           | Non           | Non          | Non          | Non          | Non          |
| Fausse Kasumi         | Non              | Non              | Non              | Non              | Oui              | Non              | Non           | Non           | Non          | Non          | Non          | Non          |
| Fiona                 | Non              | Non              | Non              | Non              | Non              | Non              | Non           | Non           | Non          | Non          | Oui          | Non          |
| Gen Fu                | Oui              | Oui              | Oui              | Oui              | Oui              | Non              | Oui           | Oui           | Non          | Non          | Non          | Non          |
| Hayate                | Non              | Non              | Oui              | Oui              | Oui              | Oui              | Oui           | Non           | Non          | Non          | Non          | Non          |
| Helena Douglas        | Non              | Oui              | Oui              | Oui              | Oui              | Oui              | Oui           | Oui           | Oui          | Oui          | Oui          | Oui          |
| Hitomi                | Non              | Non              | Oui              | Oui              | Oui              | Oui              | Oui           | Oui           | Oui          | Oui          | Oui          | Oui          |
| Honoka                | Non              | Non              | Non              | Non              | Oui              | Oui              | Non           | Non           | Non          | Non          | Oui          | Non          |
| Jacky Bryant          | Non              | Non              | Non              | Non              | Oui              | Non              | Non           | Non           | Non          | Non          | Non          | Non          |
| Jann Lee              | Oui              | Oui              | Oui              | Oui              | Oui              | Oui              | Oui           | Oui           | Non          | Non          | Non          | Non          |
| Kanna                 | Non              | Non              | Non              | Non              | Non              | Non              | Non           | Non           | Non          | Non          | Oui          | Non          |
| Kasumi                | Oui              | Oui              | Oui              | Oui              | Oui              | Oui              | Oui           | Oui           | Oui          | Oui          | Oui          | Oui          |
| Kasumi Alpha/X        | Non              | PNJ              | Non              | Non              | Non              | Oui              | Non           | Non           | Non          | Non          | Non          | Non          |
| Kokoro                | Non              | Non              | Non              | Oui              | Oui              | Oui              | Oui           | Non           | Non          | Oui          | Oui          | Oui          |
| Kula Diamond          | Non              | Non              | Non              | Non              | Non              | Oui              | Non           | Non           | Non          | Non          | Non          | Non          |
| Leifang               | Oui              | Oui              | Oui              | Oui              | Oui              | Oui              | Oui           | Oui           | Oui          | Oui          | Oui          | Oui          |
| Léon                  | Non              | Oui              | Oui              | Oui              | Oui              | Oui              | Non           | Oui           | Non          | Non          | Non          | Non          |
| Lisa / La Mariposa    | Non              | Non              | Non              | Oui              | Oui              | Oui              | Oui           | Non           | Oui          | Oui          | Non          | Oui          |
| Luna                  | Non              | Non              | Non              | Non              | Non              | Non              | Non           | Non           | Non          | Non          | Oui          | Non          |
| Mai Shiranui          | Non              | Non              | Non              | Non              | Oui              | Oui              | Non           | Non           | Non          | Non          | Non          | Non          |
| Marie Rose            | Non              | Non              | Non              | Non              | Oui              | Oui              | Non           | Non           | Non          | Non          | Oui          | Non          |
| Mila                  | Non              | Non              | Non              | Non              | Oui              | Oui              | Non           | Non           | Non          | Non          | Non          | Non          |
| Misaki                | Non              | Non              | Non              | Non              | Non              | Non              | Non           | Non           | Non          | Non          | Oui          | Non          |
| Momiji                | Non              | Non              | Non              | Non              | Oui              | Oui              | Non           | Non           | Non          | Non          | Oui          | Non          |
| Monica                | Non              | Non              | Non              | Non              | Non              | Non              | Non           | Non           | Non          | Non          | Oui          | Non          |
| Nagisa                | Non              | Non              | Non              | Non              | Non              | Non              | Non           | Non           | Non          | Non          | Oui          | Non          |
| Naotora Ii            | Non              | Non              | Non              | Non              | Oui              | Oui              | Non           | Non           | Non          | Non          | Non          | Non          |
| NiCO                  | Non              | Non              | Non              | Non              | Non              | Oui              | Non           | Non           | Non          | Non          | Non          | Non          |
| Nyotengu              | Non              | Non              | Non              | Non              | Oui              | Oui              | Non           | Non           | Non          | Non          | Oui          | Non          |
| Genra / Omega         | Non              | Non              | Oui              | Non              | Non              | Non              | Oui           | Non           | Non          | Non          | Non          | Non          |
| Pai Chan              | Non              | Non              | Non              | Non              | Oui              | Non              | Non           | Non           | Non          | Non          | Non          | Non          |
| Patty                 | Non              | Non              | Non              | Non              | Non              | Non              | Non           | Non           | Non          | Non          | Oui          | Non          |
| Phase 4               | Non              | Non              | Non              | Non              | Oui              | Oui              | Non           | Non           | Non          | Non          | Non          | Non          |
| Rachel                | Non              | Non              | Non              | Non              | Oui              | Oui              | Non           | Non           | Non          | Non          | Non          | Non          |
| Raidou                | Oui              | Non              | Non              | Non              | Oui              | Oui              | Oui           | Non           | Non          | Non          | Non          | Non          |
| Rig                   | Non              | Non              | Non              | Non              | Oui              | Oui              | Non           | Non           | Non          | Non          | Non          | Non          |
| Rio Rollins Tachibana | Non              | Non              | Non              | Non              | Non              | Non              | Non           | Non           | Non          | Non          | Non          | Oui          |
| Ryu Hayabusa          | Oui              | Oui              | Oui              | Oui              | Oui              | Oui              | Oui           | Oui           | Non          | Non          | Non          | Non          |
| Sarah Bryant          | Non              | Non              | Non              | Non              | Oui              | Non              | Non           | Non           | Non          | Non          | Non          | Non          |
| Sayuri                | Non              | Non              | Non              | Non              | Non              | Non              | Non           | Non           | Non          | Non          | Oui          | Non          |
| Shiden                | Non              | Non              | Non              | Non              | Non              | Non              | Oui           | Non           | Non          | Non          | Non          | Non          |
| Spartan-458 / Nicole  | Non              | Non              | Non              | Oui              | Non              | Non              | Non           | Non           | Non          | Non          | Non          | Non          |
| Tamaki                | Non              | Non              | Non              | Non              | Non              | Non              | Non           | Non           | Non          | Non          | Oui          | Non          |
| Tengu                 | Non              | Oui              | Non              | Oui              | Non              | Non              | Oui           | Non           | Non          | Non          | Non          | Non          |
| Tina Armstrong        | Oui              | Oui              | Oui              | Oui              | Oui              | Oui              | Oui           | Oui           | Oui          | Oui          | Non          | Oui          |
| Tsukushi              | Non              | Non              | Non              | Non              | Non              | Non              | Non           | Non           | Non          | Non          | Oui          | Non          |
| Zack                  | Oui              | Oui              | Oui              | Oui              | Oui              | Oui              | Oui           | Oui           | PNJ          | PNJ          | PNJ          | PNJ          |

## Personnages principaux

### Ayane
- DOA1, DOA2, DOA3, DOAX, DOAU, DOA4, DOAX2, DOAP, DOAD, DOA5, DOAX3, DOA6, DOAVV / Apparaît dans la série Ninja Gaiden
- Ninjutsu, style Mugen Tenshin (Hajinmon)
- Japonaise
- 16 ans / 18 ans
- Kunoichi et Maîtresse d'Hajinmon de la Secte Master du Clan Mugen Tenshin (''DOA4'' - présent)
- Demi-Sœur Maternelle Cadette et Cousine d'Hayate et de Kasumi, Demi-Sœur Paternelle Cadette d'Honoka, Fille de Raidou et d'Ayame (issue d'un viol), Nièce de Shiden, Fille Adoptive de Genra, Petite-Fille de Burai

### Bass Armstrong (/Mr Strong)
- DOA1, DOA2, DOA3, DOAU, DOA4, DOAD, DOA5, DOA6
- Catch
- Américain
- 46 ans / 48 ans
- Catcheur professionnel
- Père de Tina Armstrong, Veuf d'Alicia Armstrong

Bass Armstrong (グ ー, Bāsu Āsmusutorongu) est un catcheur professionnel à la retraite et le père surprotecteur de sa fille, Tina Armstrong. Il est également le veuf d'Alicia Armstrong, décédée des suites d'une maladie alors que Tina n'avait que six ans, contraignant Bass à prendre soin d'elle seule.

### Bayman
- DOA1, DOA2, DOA3, DOAU, DOA4, DOAD, DOA5, DOA6
- Sambo
- Russe
- 31 ans / 33 ans
- Mercenaire
- Père et Mère Décédés

Bayman (ン イ マ ン, Baiman) est un ancien soldat du spetsnaz spécialisé dans le style de combat sambo. Il rejoint d'abord le tournoi DOA pour assassiner Fame Douglas, ce à quoi il parviendra, puis rejoint le tournoi DOA3 pour exercer des représailles sur Donovan après l'attaque à mort par un tireur isolé. Bayman est né et a grandi orphelin en Union soviétique. Il aspirait à rejoindre l'armée et devenait l'un des commandos les plus entraînés de l'armée soviétique. Mais avant qu'il ne voie la moindre action, l'Union soviétique s'est effondrée.

### Brad Wong
- DOA3, DOA4, DOAD, DOA5, DOA6
- Zui Quan (Boxe de l'homme ivre)
- Chinois
- 30 ans / 32 ans
- Élève de Chen

Brad Wong (ン ッ ン, Buraddo Uon) est un vagabond ivre qui se spécialise dans le style de combat zui quan. Il se lance dans un voyage à la recherche d'une énigme de son ancien maître Chen, qui lui a dit « d'amener la boisson légendaire appelée Genra ». Après trois années de voyage, il se retrouve dans le tournoi de combat de la DOA.

### Christie
- DOA3, DOAX, DOA4, DOAX2, DOAP, DOAD, DOA5, DOA6
- She Quan (Art Martial du Serpent)
- Anglaise
- 24 ans / 26 ans
- Assassin
- Assassin de Maria

### Diego
- DOA6
- Combat de Rue
- Américain
- 26 ans
- Combattant de Rue
- Une Mère

### Ein (Hayate)
- DOA2, DOA2U, DOAD (DOA3, DOA4, DOA5U)
- Karaté
- Japonais
- 23 ans / 25 ans
- Karatéka
- Il est Hayate. Il se prénomme Ein lorsqu'il perdit la mémoire

### Eliot
- DOA4, DOAD, DOA5, DOA6
- Xingyi Quan
- Anglais
- 16 ans / 18 ans
- Etudiant des Arts Martiaux (DOA5) / Lycéen (DOA4)
- Élève de Gen Fu

### Fausse Kasumi
- DOA5
- Ninjutsu, style Mugen Tenshin (Tenjinmon)
- Création
- Décédée
- Arme Humaine
- Clone de Kasumi

### Gen Fu
- DOA1, DOA2, DOA3, DOAU, DOA4, DOAD, DOA5
- Xinyi Liuhe Quan (Boxe du Cœur et de l’Intention des Six Harmonies)
- Chinois
- 65 ans / 67 ans
- Propriétaire d'une Librairie d'Occasion
- Maître d'Eliot, Grand-Père de Mei Lin

### Hayate
- DOA2 (en tant qu'Ein), DOA3, DOA4, DOAD, DOA5, DOA6
- Ninjutsu, style Mugen Tenshin (Tenjinmon)
- Japonais
- 23 ans / 25 ans
- Shinobi et Maître du Clan Mugen Tenshin (DOA3 - présent) / Sujet Test pour le Projet Epsilon (avant DOA2), Karatéka (quand il était Ein)
- Grand Frère de Kasumi, Demi-Frère Maternel Aîné et Cousin Paternel d'Ayane, Cousin Paternel d'Honoka, Fils de Shiden et d'Ayame, Neveu de Raidou, Petit-Fils de Burai, Meilleur Ami de Ryu Hayabusa, Ein lorsqu'il a perdu la mémoire (Amour caché pour Hitomi ?)

### Helena Douglas
- DOA2, DOA3, DOAX, DOAU, DOA4, DOAX2, DOAP, DOAD, DOA5, DOAX3, DOA6, DOAVV
- Pi Gua Quan
- Française
- 21 ans / 23 ans
- Chanteuse d'Opéra et Présidente et Chef de la Direction de la DOATEC (DOA4 - présent)
- Fille de Fame Douglas et Maria, Demi-Sœur Paternelle et Aînée de Kokoro

### Hitomi
- DOA3, DOAX, DOAU2, DOA4, DOAX2, DOAP, DOAD, DOA5, DOAX3, DOA6
- Karaté
- Allemande d'origine Japonaise
- 18 ans / 20 ans
- Etudiante et Incrusteur de Karaté (DOA5) / Lycéenne (DOA3 et 4)
- Meilleure Amie de Leifang (Amour caché pour Hayate ?), Père et Mère vivants

### Honoka
- DOA5LR, DOAX3, DOA6, DOAVV
- Honoka Fu (mélange des styles des combattants de DOA)
- Japonaise
- 18 ans
- Etudiante (DOA6) / Lycéenne (DOA5LR)
- Demi-Sœur Paternelle Aînée d'Ayane, Fille aînée de Raidou, Cousine Paternelle de Kasumi et Hayate, Meilleure Amie de Marie Rose, Nièce de Shiden et Ayame, Petite-Fille de Burai, une Grand-Mère qui s'est occupée d'elle.

### Jann Lee
- DOA1, DOA2, DOA3, DOAU, DOA4, DOAD, DOA5, DOA6
- Jeet Kune Do
- Chinois
- 20 ans / 22 ans
- Videur
- Parents Décédés (Amour caché pour Leifang ?)

### Kasumi
- DOA1, DOA2, DOA3, DOAX, DOAU, DOA4, DOAX2, DOAP, DOAD, DOA5, DOAX3, DOA6 / Apparaît dans la série Ninja Gaiden
- Ninjutsu, style Mugen Tenshin (Tenjinmon)
- Japonaise
- 17 ans / 19 ans
- Nukenin et Kunoichi
- Petite Sœur d'Hayate, Demi-Sœur Maternelle et Cousine Paternelle d'Ayane, Cousine Paternelle d'Honoka, Fille de Shiden et d'Ayame, Nièce de Raidou, Petite-Fille de Burai, Clones : Alpha-152, Fausse Kasumi, Kasumi Alpha et Phase 4

### Kasumi Alpha
- (DOA2 et DOAU2 en tant que PNJ) DOAD
- Ninjutsu, style Mugen Tenshin (Tenjinmon)
- Création
- Décédée
- Arme Humaine
- Clone de Kasumi, créé par Victor Donovan et le MIST, avant de devenir Alpha-152

### Kokoro
- DOA4, DOAX2, DOAP, DOAD, DOA5, DOAX3, DOA6, DOAVV
- Baji Quan (Boxe des Huit Extrémités)
- Japonaise
- 17 ans / 19 ans
- Maiko et Etudiante / Lycéenne (DOA4)
- Fille de Fame Douglas et Miyako, Demi-Sœur Paternelle et Cadette d’Héléna Douglas

### Leifang
- DOA1, DOA2, DOA3, DOAX, DOAU, DOA4, DOAX2, DOAP, DOAD, DOA5, DOAX3, DOA6, DOAVV
- Taiji Quan
- Chinoise
- 19 ans / 21 ans
- Etudiante
- Meilleure Amie d'Hitomi (Amour caché pour Jann Lee ?)

### Léon
- DOA2, DOA3, DOAU2, DOA4, DOAD, DOA5U
- Close Quarters Battle (CQB) (DOA5U) / Sambo (DOA2 à 4)
- Italien
- 42 ans / 44 ans
- Mercenaire
- Amour pour Lauren

### Lisa Hamilton / La Mariposa
- DOAX, DOA4, DOAX2, DOAP, DOAD, DOA5, DOA6
- Lucha Libre (Lutte Libre)
- Américaine
- 21 ans / 23 ans
- Scientifique pour MIST et Luchadora / Avant, Chercheuse pour la DOATEC
- Meilleure Amie de Tina Armstrong

### Marie Rose
- DOA5U, DOAX3, DOA6
- Systema
- Suédoise
- 18 ans
- Servante d’Héléna
- Meilleure Amie d'Honoka

### Mila
- DOA5, DOA6
- Arts Martiaux Mixtes (MMA)
- Espagnole (mais vit aux États-Unis)
- 21 ans
- Combattante de MMA, Freelancer et Serveuse
- Fan de Bass Armstrong

### Momiji
- DOA5U, DOAX3, DOA6 (DLC) / Personnage de la série Ninja Gaiden
- Japonaise, 21 ans.
- Aiki-Jūjutsu, style Hayabusa
- Kunoichi et Gardienne du Sanctuaire du Dragon
- Petite Sœur de Kureha ( - Alter Ego : Rin)

### NiCO
- DOA6
- Pencak Silat
- Finlandaise
- 18 ans
- Scientifique pour MIST
- Père Décédé, une Mère qui l'a abandonnée

### Nyotengu
- DOA5UA, DOAX3, DOA6 (DLC)
- Tengu-Do
- Japonaise / Tengu
- 1018 ans
- Princesse des Tengus

### Phase 4
- (DOA5U en tant que PNJ) DOA5UA, DOA6 (DLC)
- Ninjutsu, style modifié Mugen Tenshin (Tenjinmon)
- Création
- Physiquement 17 ans
- Agent de Terrain de MIST
- Clone de Kasumi

### Rachel
- DOA5U, DOA6 (DLC) / Personnage de la série Ninja Gaiden
- Counter Fiend Combat
- Vigoorienne
- Chasseuse de Fiends
- Sœur Jumelle d'Alma

### Rig
- DOA5, DOA6
- Taekwondo
- Canadien
- Probablement une vingtaine d'années
- Agent du MIST / Ingénieur en Chef de plate-forme pétrolière
- Fils de Victor Donovan
- Connu sous le nom de Victor Donovan Junior, quand il est sous contrôle

### Ryu Hayabusa
- DOA1, DOA2, DOA3, DOAU, DOA4, DOAD, DOA5, DOA6 / Personnage de la série Ninja Gaiden
- Ninjutsu, style Hayabusa
- Japonais
- 23 ans / 25 ans
- Shinobi et Manager d'un Magasin d'Antiquité
- Amour d'Irène Lew, Fils de Ken/Jo Hayabusa, Neveu de Murai, Meilleur Ami d'Hayate, Possible Descendant de Jin Hayabusa, Clones : Bio-Noid Doppelganger et Epigonos

### Shiden
- (DOAU2 en tant que PNJ), DOAD
- Ninjutsu, style Mugen Tenshin (Tenjinmon)
- Japonais
- Shinobi / Maître du Clan Mugen Tenshin (avant DOA3)
- Père d'Hayate et de Kasumi, Oncle d'Ayane et d'Honoka, Mari d'Ayame, Petit Frère de Raidou, Fils de Burai

### Tamaki
- DOAX3, DOA6 (DLC)
- Aikido
- Japonaise
- 22 ans
- Styliste

### Tina Armstrong
- DOA1, DOA2, DOA3, DOAX, DOAU, DOA4, DOAX2, DOAP, DOAD, DOA5, DOA6, DOAX3, DOAVV
- Catch professionnel
- Américaine
- 22 ans / 24 ans
- Catcheuse professionnelle, Modèle (depuis DOA2), Actrice (depuis DOA3) et Star du Rock (depuis DOA4)
- Fille de Bass et Alicia Armstrong, Meilleure Amie de Lisa Hamilton

### Zack
- DOA1, DOA2, DOA3, DOAU, DOA4, DOAD, DOA5, DOA6 / En tant que PNJ : DOAX, DOAX2, DOAP, DOAX3
- Boxe Thaïlandaise
- Américain
- 25 ans / 27 ans
- DJ
- Petit-Ami de Niki ?

## Personnages Exclusifs à Dead Or Alive Xtrem Beach

### Amy
- DOAX3VV
- Européenne
- 18 ans
- Etudiante et Ingénieure

### Elise
- DOAX3VV
- Sans doute Allemande
- 22 Ans
- Coach de Vie

### Fiona (/Miyazaki)
- DOAX3
- Probablement Écossaise (née en Europe)
- 18 ans
- Princesse
- Amie d'enfance de Lobelia

### Kanna
- DOAX3
- Japonaise / Oni
- 1014 ans

### Koharu
- DOAX3VV
- Japonaise
- 22 ans
- Etudiante, Propriétaire

### Lobelia
- DOAX3VV
- Européenne
- 18 ans
- Noble
- Un Père, Amie d'enfance de Fiona

### Luna
- DOAX3
- Peut-être Italienne ou Espagnole
- 18 ans
- Etudiante ou Lycéenne
- Un Grand-Père

### Meg
- DOAX3VV
- 19 ans
- Serveuse dans un café

### Misaki
- DOAX3
- Japonaise
- 18 ans
- Etudiante
- Petite Sœur de Nagisa, Amie d'enfance et camarade de Nanami

### Monica
- DOAX3
- 19 ans
- Croupière

### Nagisa / La Vénus Mystérieuse
- DOAX3
- Japonaise
- 20 ans
- Actrice de Théâtre
- Sœur Aînée de Misaki

### Nanami
- DOAX3VV
- Japonaise
- 18 ans
- Etudiante
- Amie d'enfance et camarade de Misaki

### Patty
- DOAX3
- Pacifique Sud
- 19 ans

### Reika
- DOAX3
- Japonaise
- 18 ans
- Etudiante / Sauveteuse à mi-temps

### Sayuri
- DOAX3
- Japonaise
- 24 ans
- Infirmière (au chômage)

### Shandy
- Fei est son vrai prénom
- DOAX3VV
- 21 ans
- Barmaid

### Shizuku
- DOAX3VV
- Japonaise / Kitsune
- 19 ans
- Cosplayeuse

### Tsukushi
- DOAX3
- Japonaise
- 18 ans
- Etudiante Universitaire

### Yukino
- DOAX3
- Japonaise
- 18 ans
- Etudiante

## Boss

### Alpha-152
- DOA4, DOAD, DOA5
- Ninjutsu, style modifié Mugen Tenshin (Tenjinmon)
- Création
- Décédée
- Arme Humaine
- Clone de Kasumi, anciennement Kasumi Alpha, créée par Victor Donovan et le MIST

### Genra / Omega
- DOA3 en tant que Boss et PNJ, DOAD
- Ninjutsu, style Mugen Tenshin (Hajinmon)
- Japonais
- 44 ans - Décédé
- Shinobi, Maître de la Secte d'Hajinmon du Clan Mugen Tenshin (avant DOA3), Sujet Test pour le Projet Omega (DOA3)
- Père Adoptif d'Ayane

### Raidou
- DOA1, DOAD, DOA5LR, DOA6
- Ninjutsu, style modifié Mugen Tenshin (Tenjinmon)
- Japonais
- 48 ans - Mort-Vivant
- Agen Secret du MIST (depuis DOA5) / Nukenin (DOA1)
- Père d'Honoka et d'Ayane (issue d'un viol), Oncle d'Hayate et de Kasumi, Grand Frère de Shiden, Beau-Frère d'Ayame (qu'il a violé), Fils de Burai,

### Tengu / Bankotsubo / Gohyakumine Bankotsubo
- DOA2, DOAU2, DOA4, DOAD
- Tengu-Do
- Japonais / Tengu
- 1500 ans - Décédé

## Personnages Non Jouables

### Alicia Armstrong
- Mentionnée dans DOA3 et 4
- Américaine
- Décédée
- Mère de Tina Armstrong, Femme de Bass Armstrong

### Anastasia
- Mentionnée
- Russe
- Maîtresse de Fame Douglas

### Anne
- DOA4 et D
- Allemande
- Décédée
- Maîtresse de Fame Douglas

### Ayame
- DOAU, DOAD, DOA6
- Japonaise
- Mère d'Hayate, Kasumi et Ayane (issue d'un viol), Femme de Shiden, Belle-Sœur de Raidou (qu'il l'a violée), Belle-Fille de Burai

### Burai
- Mentionné DOA1U
- Ninjutsu, style Mugen Tenshin (Tenjinmon)
- Japonais
- Décédé
- Shinobi et Maître du Clan Mugen Tenshin
- Père de Raidou et Shiden, Grand-Père d'Hayate, Kasumi, Honoka et Ayane, Beau-Père d'Ayame

### Chen
- DOA3, mentionné DOA4 et D
- Zui Quan
- Chinois
- Maître de Brad Wong

### Fame Douglas
- DOAD, 5 et 6, mentionné DOA1, 2, 3, P et 5
- Décédé, assassiné par Bayman
- Leader de la DOATEC
- Père d’Héléna Douglas et de Kokoro, Amant de Miyako, Maria, Anne, Anastasia, Goldie et Isabella

### Goldie
- Mentionnée
- Américaine
- Maîtresse de Fame Douglas

### Irène Lew (/Aileen/Sonia/Sea Swallow)
- DOAD
- Américaine
- Opératrice de la CIA
- Amour de Ryu Hayabusa

### Isabella
- Mentionnée
- Espagnole
- Maîtresse de Fame Douglas

### Kuramasan Maouson
- Mentionné DOAD

### Lauren / Rolande
- DOA2, 3 et D, mentionnée DOA5
- Décédée
- Voleuse
- Amour de Léon

### Maria Barrett
- DOA2, DOAU, DOA4, DOAD
- Française
- Décédée
- Soprano à l'Opéra
- Mère d’Héléna Douglas, Maîtresse de Fame Douglas

### Mei Lin
- DOA3, 4 et D, mentionnée DOA1 et 2
- Chinoise
- Petite-Fille de Gen Fu

### Miyako
- DOA4, DOA5, mentionnée DOAD, DOAX2 et DOAX3
- Japonaise
- Chef de la DOATEC au Japon / Geisha (avant DOA)
- Mère de Kokoro, Maîtresse de Fame Douglas

### Muramasa
- DOA4, DOA5 / Personnage de la série Ninja Gaiden
- Japonais
- Environ 100 ans
- Armurier, Propriétaire de boutique de curiosité et Marchand

### Niki
- DOA3, DOAX, DOA4, DOAX2, DOAP, DOA5
- Petite-Amie de Zack ?

### Père d'Hitomi
- DOA3, mentionné DOAD
- Allemand
- Chef Instructeur de Karaté de son propre Dojo

### Victor Donovan
- DOAD et 5, mentionné DOA, 3 et 4
- Leader de MIST / Leader Secret de la DOATEC (DOA2 à DOA4)
- Père de Rig
- Connu également sous le nom de Victor Donovan Senior

## Personnages invités

### Akira Yuki
- DOA5
- Baji Quan
- Japonais
- Né en 1968, apparence 26 ans
- Assistant Instructeur du Dojo de Yuki Budokan
- Un Père et un Grand-Père, Amie d'Enfance d'Aoi Umenokoji
- Personnage de la série Virtua Fighter

### Jacky Bryant
- DOA5U
- Jeet Kune Do
- Américain
- Né en 1970, apparence 24 ans
- Coureur Automobile
- Grand Frère de Sarah Bryant
- Personnage de la série Virtua Fighter

### Kula Diamond
- DOA6 (DLC)
- Anti-K' arts
- Création
- 14 - 18 ans
- Ancienne Agent du NESTS
- Elle considère Candy Diamond comme sa sœur, et Diana et Foxy comme ses mères
- Personnage de la série The King of Fighters

### Mai Shiraui
- DOA5LR, DOA6 (DLC)
- Ninjutsu, style Shiranui
- Japonaise
- Née en 1974, apparence 19 ans
- Kunoichi
- Amour d'Andy Bogard, Modèle d'Hokutomaru, Petite-Fille d'Hanzo Shiranui
- Personnage de la série The King of Fighters (Fatal Fury)

### Naotora Ii
- DOA5LR
- Leg Strikes, style Ii
- Japonaise
- Décédée en 1582
- Leader du Clan Ii
- Mère Adoptive et Tante de Naomasa Ii (Décédé), Fille de Naomori Ii et Yuunshun-In (Décédés)
- Personnage de la série Samurai Warriors

### Pai Chan
- DOA5
- Mizong Yi
- Chinoise (Hong-Kong)
- Née en 1975, apparence 19 ans
- Actrice
- Fille de Lau Chan et d'une Mère décédée
- Personnage de la série Virtua Fighter

### Rio Rollins Tachibana
- DOAP
- Américaine
- 21 ans
- Croupière / Hôtesse du Casino de la Nouvelle Île de Zack (DOAP)
- Fille de Ray et Risa Rollins, demi-sœur paternelle de Rina Goltschmidt Tachibana
- Personnage de la série Super Black Jack

### Sarah Bryant
- DOA5
- Arts Martiaux Mixtes (MMA)
- Américaine
- Née en 1973, apparence 21 ans
- Etudiante
- Petite Sœur de Jacky Bryant
- Personnage de la série Virtua Fighter

### Spartan-458 / Nicole
- DOA4
- Close Quarters Battle (CQB)
- Martienne
- 21 ans (Née en 2531)
- Super Soldat Spartan-II
- Personnage de la série Halo